# Lynx (avió espacial)
El Lynx era un avió espacial suborbital proposat d'enlairament horitzontal, aterratge horitzontal (HTHL) suborbital propulsat per coets que estava en desenvolupament per l'empresa amb seu a Califòrnia XCOR Aerospace per competir en l'emergent mercat de vols espacials suborbitals. El Lynx tenia com a objectiu transportar un pilot, un passatger amb bitllet i/o una càrrega útil per sobre dels 100 km d'altitud. El concepte estava en desenvolupament des del 2003, quan es va anunciar un avió espacial suborbital de dues persones amb el nom de Xerus.
El gener de 2016, XCOR va canviar els plans per al primer vol de l'avió espacial Lynx. Inicialment estava previst per al segon trimestre de 2016 a des del port espacial Midland a Texas, però a principis de 2016 va ser portat a una data "no revelada i provisional" al port espacial Mojave.
El maig de 2016, XCOR va anunciar que el desenvolupament del Lynx s'havia aturat amb acomiadaments del voltant d'un terç del personal; en canvi, la companyia tenia la intenció de concentrar-se en el desenvolupament del seu coet d'hidrogen líquid sota contracte amb United Launch Alliance.
Després de la fallida de XCOR Aerospace el 2017, els actius de la companyia van ser venuts a l'organització sense ànim de lucre Build A Plane, que se centrarà en l'educació en lloc de vol suborbital.

## Xerus
El 2003, XCOR va proposar el concepte d'avió espacial suborbital Xerus. Hauria de ser capaç de transportar un pilot i un passatger, així com alguns experiments científics, i fins i tot seria capaç de portar un tram superior que es llançaria a prop de l'apogeu i, per tant, seria capaç de dur satèl·lits a l'òrbita terrestre baixa. Ja el 2007, XCOR es va continuar referint al seu futur concepte d'avió espacial de dues persones com a Xerus.

## Lynx
El Lynx es va anunciar inicialment el març de 2008, amb plans per a un vehicle operatiu d'aquí a dos anys. El desembre de 2008 es va anunciar un preu de bitllet de 95.000 dòlars americans per seient, i els vols haurien de començar el 2010. L'acumulació dels vols de prova del Lynx Mark I no va començar fins a mitjan 2013 i, a l'octubre de 2014, XCOR va afirmar que el primer vol es produiria el 2015. Al juliol de 2015, els preus dels bitllets van augmentar un 50% fins als 150.000 dòlars americans. Al novembre de 2015, tres cofundadors van deixar les seves posicions existents amb l'empresa per iniciar Agile Aero. Dan DeLong (enginyer en cap) i Aleta Jackson van deixar la companyia íntegrament, mentre que Jeff Greason, l'exconseller delegat, va romandre al consell d'administració fins que va dimitir el març de 2016. Greason va citar problemes amb la carrosseria del vehicle Lynx, tot i que el motor havia estat un èxit. A mitjan 2016, el desenvolupament es va suspendre a favor d'un motor hydrolox contractat per la ULA, el 8H21.
Entre els passatgers que esperaven fer vols al Lynx es van incloure als guanyadors del concurs mundial de perfumeries Axe Apollo Space Academy i Justin Dowd de Worcester, Massachusetts, que va guanyar el concurs de periòdics Metro International Race for Space. Al novembre de 2015, tres cofundadors van deixar les seves posicions existents amb l'empresa per iniciar Agile Aero. Al desembre de 2015 es va suposar que Kayak.com venia bitllets per a vols a la XCOR Lynx a partir del 2016.
Al maig de 2016, la companyia va aturar el desenvolupament de l'avió espacial Lynx i la companyia es va centrar en el desenvolupament de la seva tecnologia LOX/LH2, especialment en un projecte finançat per la United Launch Alliance. La companyia va acomiadar a més de 20 persones de les 50-60 persones a bord abans del mes de maig.

## Descripció
El Lynx tenia com a objectiu tenir quatre motors de coet líquid a la part posterior del fuselatge que crema una barreja de LOX-querosè, cada motor produeix de 2.900 lliures de força (13.000 N) d'empenta.

### Prototip Mark I
- Altitud màxima: 62 km (203,000 ft)[16]
- Càrrega interna primària: 120 kg (260 lb)[19]
- Els espais secundaris de càrrega útil inclouen una petita zona dins de la cabina darrere del pilot o fora del vehicle en dues àrees a la carena a popa del fuselatge.[19]
- Dipòsit LOX d'alumini
- Velocitat d'ascens a Mach 2 (1,522 mph)[20]
- Càrrega de reentrada 4G[20]

### Model de producció Mark II
- Altitud màxima: 107 km (351,000 ft)[16]
- Càrrega interna primària: 120 kg (260 lb)[21][21]
- Els espais secundaris de càrrega útil inclouen el mateix que el Mark I.[22]
- Propulsors del sistema de control de reacció (RCS) (no hidracina) no tòxics,[23] tipus 3N22[24]
- Recipient compòsit sense cremar LOX[25]

### Mark III
El Lynx Mark III tenia la intenció de ser el mateix vehicle que el Mark II amb una càpsula externa muntada a la dorsal de 650 kg i havia de ser prou gran com per sostenir un portador de dues etapes per llançar un microsatèl·lit o múltiples nanosatèl·lits a l'òrbita terrestre baixa.

### Motor Lynx XR-5K18
L'XR-5K18 és un motor LOX/RP-1 alimentat per una bomba de pistons mitjançant un cicle expansor. La càmera del motor i la refrigeració regenerativa es refreden amb RP-1
El programa de desenvolupament del motor XCOR Lynx 5K18 LOX/querosè va assolir una fita important el març del 2011. Els trets de prova integrats de la combinació motor/tovera van demostrar la capacitat del filtre d'alumini per resistir les altes temperatures de la fuita del motor del coet.
El març de 2011, United Launch Alliance (ULA) va anunciar que havien signat un contracte de desenvolupament conjunt amb XCOR per a un motor de coet criogènic LH2/LOX de trams superiors de 25.000 a 30.000 lliures-força (110.000-130.000 N) llest per al vol (vegeu projecte de desenvolupament de motor d'etapa superior d'hidrogen líquid XCOR/ULA). L'esforç de Lynx 5K18 per desenvolupar una nova tovera de motor d'aliatge d'alumini mitjançant noves tècniques de fabricació eliminaria diversos centenars de lliures de pes del gran motor, fet que comportaria vols espacials comercials i governamentals dels Estats Units amb costos significativament més baixos i amb més capacitat.

### Estructura de l'avió
El 2010 es va informar que el fuselatge de Mark I podria emprar un compost d'èster de carboni/epoxi, i el Mark II carboni/cianat amb un aliatge de níquel per a la punta i protecció tèrmica d'avantguarda.

## Construcció del Mark I
El vol de prova del Lynx Mark I va ser declarat fabricat i muntat a Mojave a partir de mitjan 2013. Es va informar que la cabina del Lynx (feta de fibra de carboni i dissenyada per AdamWorks, Colorado) era un dels elements que contenia el muntatge.
A principis d'octubre de 2014, la cabina es va unir al fuselatge. The rear carry-through spar was attached to the fuselage shortly after Thanksgiving 2014. A principis de maig de 2015, els frens estaven units a l'estructura de l'aeronau. El darrer component principal, les ales, es preveia que es lliurarien a finals de 2015. El gener de 2016, el conseller delegat de l'XCOR, Jay Gibson, va dir "... preveiem que les ales estiguin allà en un futur molt proper ..." i el director de tecnologia, Michael Valant, va dir que estaven descobrint que el calibratge dels flaps era un desafiament. Al febrer de 2016, el primer prototipus va ser descrit com una "carcassa sense ales".
A l'informe de notícies de novembre de 2016 de l'XCOR, van declarar que "Tot i que el programa va fer grans avenços en la integració dels elements estructurals del vehicle durant el 2015 i principis del 2016, els avenços en els elements de la superfície de control van romandre en el disseny. En un esforç per evitar possibles reprocessos resultants de la implementació de dissenys encara no madurs, la fabricació de Lynx es va aturar, de manera que el nostre equip d'enginyeria ha tornat al tauler de disseny".

## Prova del programa
Les proves del motor principal XR-5K18 van començar el 2008.
Al febrer de 2011, es va informar que les proves del motor s'havien completat i el disseny aerodinàmic del vehicle havia completat dues rondes de proves de túnel de vent. A finals del 2011 es va completar una tercera ronda de proves mitjançant un model de túnel de vent supersònic a escala 1/60 del Lynx."
A l'octubre de 2014, XCOR va afirmar que les proves de vol del prototipus Mark I s'iniciarien el 2015. However, by January 2016, technical hurdles led the company to state that they had not assigned a new projected date for test flights.

## Concepte d'operacions

### Programa sRLV de la NASA
El març de 2011, XCOR va presentar el Lynx com un vehicle de llançament reutilitzable per a la càrrega útil de la investigació en resposta a la sol·licitud del vehicle de llançament reutilitzable suborbital de la NASA, que forma part del programa Oportunitats de vol de la NASA. Mai no s'ha anunciat cap contracte per proporcionar-ho.

### Operacions comercials
Segons XCOR, el Lynx tenia la intenció de volar quatre o més vegades al dia, i també hauria tingut la capacitat d'enviar càrregues útils a l'espai. Es preveia que el prototipus de Lynx Mark I realitzés el seu primer vol de prova el 2015, seguit d'un vol del model de producció de Mark II de dotze a divuit mesos després.
XCOR havia previst tenir els vols inicials de la Lynx a l'Aeroport i port espacial de Mojave de Mojave (Califòrnia) o qualsevol port espacial amb llicència amb una pista de 2.400 metres (7900 peus). Els informes de mitjans del 2014 preveien que a finals del 2015 o el 2016, s'esperava que Lynx comencés a fer vols turístics espacials esporàdics suborbitals i missions de recerca científica des d'un nou port espacial a l'illa caribenya de Curaçao. Tot i això, la companyia va declarar al gener del 2016 que no havien assignat una nova data projectada per als vols de prova i que no es podia preveure una data per al llançament d'operacions comercials.
Com que no tenia cap sistema de propulsió que no fos dels seus motors de coet, el Lynx hauria de ser remolcat fins al final de la pista. Un cop posicionat a la pista, el pilot hauria encès els quatre motors dels coets, s'enlairaria i començaria una forta pujada. Els motors s'apagaran a uns 138.000 peus (42 km) i Mach 2. L'avió espacial continuaria pujant, sense energia fins a assolir un apogeu d'uns 200.000 peus (61 km). La nau espacial hauria experimentat una mica més de quatre minuts d'ingravidesa, abans de tornar a entrar a l'atmosfera terrestre. Es pretenia que els ocupants del Lynx experimentessin fins a quatre vegades una gravetat normal durant la reentrada. Després de la reentrada, el Lynx hauria planat i realitzat un aterratge sense motor. TEs va projectar un temps total de vol d'uns 30 minuts. Es preveia que el Lynx pogués realitzar 40 vols abans de fer el manteniment.

El març de 2011, es va informar que Orbital Outfitters estava dissenyant vestits a pressió per a ús de l'XCOR.
. El 2012, Orbital Outfitters va informar que havien completat una maqueta tècnica de la pròpia nau Lynx.
A partir del 2012, el successor del Mark II podria ser un vehicle orbital de dues etapes, completament reutilitzable, que es va enlairar i va aterrar horitzontalment.

### Projeccions dels costos de desenvolupament
El 2008, es va preveure que la producció de Mark I tindria un cost de 10 milions de dòlars americans, i el Mark II al voltant de 12 milions de dòlars americans.